# Brachymeria tegularis
Brachymeria tegularis är en stekelart som först beskrevs av Cresson 1872.  Brachymeria tegularis ingår i släktet Brachymeria och familjen bredlårsteklar. Inga underarter finns listade.